# Ntabankulu
Ntabankulu (officieel Ntabankulu Local Municipality) is een gemeente, sedert mei 2011 ingedeeld bij het Zuid-Afrikaanse district Alfred Nzo (vroeger bij O.R. Tambo).
Ntabankulu ligt in de provincie Oost-Kaap en telt 123.967 inwoners.  Het gemeentebestuur is gevestigd in de plaats Tabankulu.

## Hoofdplaatsen
Het nationaal instituut voor de statistiek, Stats SA, deelt sinds de census 2011 deze gemeente in in 154 zogenaamde hoofdplaatsen (main place):
Bhakubha • Bhisa • Bhononi • Bhonxa • Bhungeni • Bomvini • Buhlanga • Bukazi • Caba • Cacadu • Cedarville • Cetshe • Dambeni • Dedelo • Diphini • Dondi • Drayini • Duluseni • Dumsi • Dungu • Dwaku • Emampondweni • Ematyeni • eMbangweni • Ezihewuleni • Gabheni • Gqwarhu • Gudeka • Gwangxu • Gxeni • Hlankomo • Huhu • KuBhonga • KuDebeza • KuDeke • KuGaqeleni • KuHokwane • KuMakhola • KuNdile • KuNgqane • KuNonyokotho • KuNoxhungutshe • KwaBhala • KwaThsita • KwaZulu • Lalashe • Lokhwe • Lubala • Ludeke • Lufafa • Lugadu • Lugalakaxa • Lundzwana • Lutambeko • Mabofu • Mache Mgxoboshane • Madokazana • Madwaba • Madwakazana • Mafusini • Magqagqeni • Mandiliva • Manzane • Maplotini • Maramzini • Matshona • Maxhegweni • Mazeni • Mazotshweni • Mboneni • Mbongweni • Mdini • Mfula • Mfundisweni • Mgqumangwe • Mhlonyaneni • Mjelweni • Mjila • Mkumbi • Mlambondaba • Mlaza • Mnceba • Mngazana • Mngcipongweni • Mngeni • Mnqobosi • Mowa • Mpelazwe • Mpemba • Mpisini • Mpoza • Mqatyeni • Mruleni • Mthonjeni • Mthukazi • Mvenyane • Myeni • Mzalwaneni • Mzimhlophe • Mzwakasi • Ncama • Ndakeni • Ndikini • Ndwana • Ndzimakwe • Ngcumani • Ngcwamane • Ngozi • Ngqokoqweni • Ngqwashu • Ngwemnyama • Nkumba • Nowalala • Nqalo • Nqgulana • Ntabankulu NU • Ntabeni • Ntlambashe • Ntlangano • Ntshamanzi • Ntshangwe • Ntshantsha • Nyathi • Nyiweni • Phendlamoya • Phepheni • Pungulelweni • Qoyiya • Rhwantsana • Rwantsana • Saleni • Saphukanduku • Sarhonqa • Sebeni • Sidakeni • Sihlonyaneni • Sikhulu • Sikhululweni • Sikhumbeni • Sinquma • Sipetu • Siphethu • Siyaya • Tabankulu • Tambeko • Tonti • Tshingwana • Upper Ndlantaka • Vane • Xamnyiba • Xhama • Xopo • Xukula • Zwelitsha.